# Switch Lanes
Switch Lanes è un singolo del rapper statunitense Tyga, pubblicato il 2 marzo 2013 su etichetta Young Money Entertainment.

## Tracce
1. Switch Lanes – 3:43